# Uschki-See
Der Uschki-See (russisch Озеро Б. Ушковское (Ушки); engl. Ushki Lake) liegt zentral auf der Halbinsel Kamtschatka im äußersten Osten Russlands.
Der 1,85 km² große Uschki-See befindet sich am rechten Flussufer der Kamtschatka, etwa 220 km oberhalb deren Mündung in den Pazifischen Ozean. Der See liegt 13,5 km nördlich der Ortschaft Kosyrewsk.

## Fischfauna
Im Uschki-See kommt die Süßwasser-Saiblingsart Salvelinus kuznetzovi vor. Deren Artstatus ist jedoch umstritten.

## Archäologischer Fundplatz
Am Uschki-See befindet sich ein archäologischer Fundplatz. Es wurden Nachweise einer Siedlung von Menschen gefunden, die vor etwa 13.000 Jahren dort lebten. Der Fund steht im Zusammenhang mit der Besiedlung Amerikas.